# Гвардейская улица (Казань)
Гвардейская улица (тат. Гвардейская урамы) — магистральная улица в Советском районе города Казани. Названа в честь гвардейских подразделений Советской армии.

## Расположение
Улица пролегает в основном с севера на юг. Начинается на перекрёстке улиц Николая Ершова и Патриса Лумумбы, пересекает улицы Цимлянская, Гастелло, Курская, Волочаевская, Спортивная, Аделя Кутуя, Степана Разина, Наки Исанбета, Кирпичная, Макаренко, Толбухина, Отрадная и заканчивается у перекрёстка с Даурской улицей, далее продолжаясь как улица Рихарда Зорге. Сообщалось о плане реконструкции участка автодороги от Гвардейской до Космонавтов со строительством транспортной развязки на пересечении улиц Ершова — Гвардейская.

### Транспортные потоки
Проезжая часть улицы в большей части по две полосы в каждом направлении. Имеется разделительная полоса с трамвайными путями. Обилие общественного транспорта привело к созданию выделенных полос для автобусов и троллейбусов, однако выделение полосы для движения общественного транспорта возможно лишь при наличии не менее 4 полос движения в одном направлении, что привело к аннулированию выделенных полос.

## История
Современное название имеет с 1950-х годов, ранее имела название переулок Мамадышского тракта. На перекрёстке улиц Гвардейская — Аделя Кутуя до 2006 года было организовано круговое движение, однако затем данное пересечение было реконструировано и превращено в обычный перекрёсток со светофором.
| Многоэтажная жилая застройка | Многоэтажная жилая застройка | Многоэтажная жилая застройка | Многоэтажная жилая застройка        |
| № дома                       | Год постройки                | Количество этажей            | Примечания                          |
| ---------------------------- | ---------------------------- | ---------------------------- | ----------------------------------- |
| 1/24                         | 1959                         | 3                            |                                     |
| 2/22                         | 1961                         | 4                            |                                     |
| 3                            | 1967                         | 5                            |                                     |
| 5                            | 1973                         | 5                            |                                     |
| 6                            | 1959                         | 3                            |                                     |
| 7                            | 1956                         | 3                            |                                     |
| 9                            | 1973                         | 5                            |                                     |
| 9А                           | 1973                         | 5                            |                                     |
| 10                           | 1958                         | 4                            |                                     |
| 11                           | 1973                         | 5                            |                                     |
| 14                           | 2003                         | 10                           |                                     |
| 16                           | 2000                         | 9                            |                                     |
| 16А                          | 2002                         | 9                            |                                     |
| 16Б                          | 2002                         | 9                            |                                     |
| 20                           | 1956                         | 3                            |                                     |
| 22                           | 1970                         | 5                            |                                     |
| 32                           | 1969                         | 5                            | Общежитие КФУ №5                    |
| 34                           | 1968                         | 5                            |                                     |
| 35                           | 1989                         | 10                           | Жилой дом с гостиницей              |
| 35А                          | 1969                         | 5                            |                                     |
| 36                           | 1970                         | 5                            |                                     |
| 36А                          | 1977                         | 5                            |                                     |
| 37 корп. 12                  |                              | 2                            |                                     |
| 37 корп. 13                  | 1958                         | 2                            |                                     |
| 37 корп. 14                  | 1962                         | 2                            |                                     |
| 37 корп. 15                  | 1966                         | 3                            |                                     |
| 37 корп. 17                  | 1971                         | 5                            |                                     |
| 38                           | 1971                         | 5                            |                                     |
| 40                           | 1966                         | 5                            |                                     |
| 42                           | 1965                         | 5                            |                                     |
| 44                           | 1965                         | 5                            |                                     |
| 48                           | 1968                         | 5                            |                                     |
| 50                           | 1968                         | 5                            |                                     |
| 52                           | 1968                         | 5                            |                                     |
| 56                           |                              | 7                            |                                     |
| 58                           | 1995                         | 10                           |                                     |
| 59                           | 1997                         | 10                           |                                     |
| 59А                          |                              | 21                           |                                     |
| 61                           | 1995                         | 10                           |                                     |
| 63                           | 1995                         | 10                           |                                     |
| 65                           | 1994                         | 5                            | Жилой дом с помещениями поликлиники |

## Примечательные объекты
На улице Гвардейской, 61, расположен музей памяти талантливого художника Константина Алексеевича Васильева. Музей расположен вдоль дороги на первой линии, рядом с бывшим ЗАГСом Советского района.
- Галерея-студия И. Зарипова
- гостиница «Гвардейская»
- Профессиональное училище № 40
- Общероссийская общественная организация «Российское авторское общество»
- Художественная школа № 4
- № 1/24, 2/22 — жилые дома фабрики «Заря».[6]
- № 3, 5 — жилые дома треста «Татнефтепроводстрой».[7][8]
- № 8 — жилой дом завода резино-технических изделий (снесён).[9]
- № 10 — жилой дом Казанского авиапредприятия.[10]
- № 11 — жилой дом завода ЭВМ.[11]
- № 14/11 — жилой дом Казанского отделения ГЖД.[12]
- № 20 — жилой дом УИТЛК ТАССР.[13]
- №№ 33а, 33б (снесены) — жилые дома завода пишущих устройств.[14]
- № 34, 36 — жилой дом «Татэнерго».[12][15]
- № 35 — жилой дом Казанской КЭЧ.[16]
- № 36а — жилой дом механизированной колонны № 73.[17]
- № 38 — жилой дом треста «Казремстрой».[18]
- № 40, 44, 52/2, 65 — жилой дом треста № 1 крупнопанельного домостроения.[15]
- № 42 — жилой дом треста «Гидроспецстрой».[19]
- № 61 — музей Константина Васильева.

## Общественный транспорт
Маршруты автобусов: 18, 22, 30, 55, 70, 90. Маршруты троллейбусов: 5. Маршруты трамваев: 4.